# Dmitri Chistiakov
Dmitri Yúrievich Chistiakov (en ruso: Дмитрий Юрьевич Чистяков; Pikaliovo, Leningrado, Rusia, 13 de enero de 19994) es un futbolista ruso que juega de defensa en el F. K. Rostov de la Liga Premier de Rusia.

## Trayectoria
Debutó profesionalmente el 15 de julio de 2013 con el Zenit-2 en la Liga de Fútbol Profesional de Rusia contra el FC Tosno.
El 7 de junio de 2019 firmó contrato por cuatro años con el F. C. Rostov. Debutó en la Liga Premier de Rusia el 13 de julio de 2019 contra el FC Oremburgo.
Regresó al Zenit de San Petersburgo el 15 de octubre de 2020 a préstamo. Se quedó una vez este finalizó, disputó 82 partidos y ganó en tres ocasiones la Liga Premier y la Supercopa. Se marchó en enero de 2024 al P. F. C. Sochi para jugar como cedido lo que restaba de temporada.
A mediados de 2025 volvió al F. C. Rostov.

## Selección nacional
Chistiakov fue internacional en categorías inferiores por Rusia.
En octubre de 2019 fue citado para formar parte de la selección de Rusia para los encuentros contra Escocia y Chipre por la clasificación para la Eurocopa 2020. Tuvo que esperar al 8 de octubre de 2021 para debutar en un encuentro de clasificación para el Mundial 2022 ante Eslovaquia que ganaron por un gol a cero.

## Estadísticas
Actualizado al último partido disputado el 12 de marzo de 2025.
| Club                             | Div.          | Temporada     | Liga  | Liga  | Copas nacionales | Copas nacionales | Copas internacionales | Copas internacionales | Total | Total |
| Club                             | Div.          | Temporada     | Part. | Goles | Part.            | Goles            | Part.                 | Goles                 | Part. | Goles |
| -------------------------------- | ------------- | ------------- | ----- | ----- | ---------------- | ---------------- | --------------------- | --------------------- | ----- | ----- |
| Zenit-2 · Rusia                  | 3.ª           | 2013-14       | 28    | 0     | ―                | ―                | ―                     | ―                     | 28    | 0     |
| Zenit-2 · Rusia                  | 3.ª           | 2014-15       | 15    | 0     | ―                | ―                | ―                     | ―                     | 15    | 0     |
| Zenit-2 · Rusia                  | 2.ª           | 2015-16       | 1     | 0     | ―                | ―                | ―                     | ―                     | 1     | 0     |
| Zenit-2 · Rusia                  | Total club    | Total club    | 44    | 0     | 0                | 0                | 0                     | 0                     | 44    | 0     |
| F. C. Mika Ereván Armenia        | 1.ª           | 2015-16       | 17    | 0     | 5                | 0                | ―                     | ―                     | 22    | 0     |
| F. C. Mika Ereván Armenia        | Total club    | Total club    | 17    | 0     | 5                | 0                | 0                     | 0                     | 22    | 0     |
| F. C. Shinnik · Rusia            | 2.ª           | 2016-17       | 30    | 2     | 2                | 0                | ―                     | ―                     | 32    | 2     |
| F. C. Shinnik · Rusia            | 2.ª           | 2017-18       | 35    | 3     | 2                | 1                | ―                     | ―                     | 37    | 4     |
| F. C. Shinnik · Rusia            | Total club    | Total club    | 65    | 5     | 4                | 1                | 0                     | 0                     | 69    | 6     |
| F. C. Tambov · Rusia             | 2.ª           | 2018-19       | 26    | 3     | 1                | 0                | ―                     | ―                     | 27    | 3     |
| F. C. Tambov · Rusia             | Total club    | Total club    | 26    | 3     | 1                | 0                | 0                     | 0                     | 27    | 3     |
| F. K. Rostov · Rusia             | 1.ª           | 2019-20       | 22    | 1     | 1                | 0                | ―                     | ―                     | 23    | 1     |
| F. K. Rostov · Rusia             | 1.ª           | 2020-21       | 2     | 0     | ―                | ―                | 0                     | 0                     | 2     | 0     |
| Zenit de San Petersburgo · Rusia | 1.ª           | 2020-21       | 14    | 0     | 0                | 0                | 0                     | 0                     | 14    | 0     |
| Zenit de San Petersburgo · Rusia | 1.ª           | 2021-22       | 27    | 1     | 3                | 0                | 7                     | 0                     | 37    | 1     |
| Zenit de San Petersburgo · Rusia | 1.ª           | 2022-23       | 15    | 0     | 8                | 0                | ―                     | ―                     | 23    | 0     |
| Zenit de San Petersburgo · Rusia | 1.ª           | 2023-24       | 5     | 0     | 3                | 0                | ―                     | ―                     | 8     | 0     |
| P. F. C. Sochi · Rusia           | 1.ª           | 2023-24       | 6     | 0     | 1                | 0                | ―                     | ―                     | 7     | 0     |
| P. F. C. Sochi · Rusia           | Total club    | Total club    | 6     | 0     | 1                | 0                | 0                     | 0                     | 7     | 0     |
| Zenit de San Petersburgo · Rusia | 1.ª           | 2024-25       | 0     | 0     | 8                | 1                | ―                     | ―                     | 8     | 1     |
| Zenit de San Petersburgo · Rusia | Total club    | Total club    | 61    | 1     | 22               | 1                | 7                     | 0                     | 90    | 2     |
| F. K. Rostov · Rusia             | 1.ª           | 2025-26       | 0     | 0     | 0                | 0                | ―                     | ―                     | 0     | 0     |
| F. K. Rostov · Rusia             | Total club    | Total club    | 24    | 1     | 1                | 0                | 0                     | 0                     | 25    | 1     |
| Total carrera                    | Total carrera | Total carrera | 243   | 11    | 33               | 2                | 7                     | 0                     | 283   | 13    |
| 1. 2.                            |               |               |       |       |                  |                  |                       |                       |       |       |

## Palmarés

### Títulos nacionales
| Título                           | Club                     | País  | Año     |
| -------------------------------- | ------------------------ | ----- | ------- |
| Liga Nacional de Fútbol de Rusia | F. C. Tambov             | Rusia | 2018-19 |
| Liga Premier de Rusia            | Zenit de San Petersburgo | Rusia | 2020-21 |
| Supercopa de Rusia               | Zenit de San Petersburgo | Rusia | 2021    |
| Liga Premier de Rusia            | Zenit de San Petersburgo | Rusia | 2021-22 |
| Supercopa de Rusia               | Zenit de San Petersburgo | Rusia | 2022    |
| Liga Premier de Rusia            | Zenit de San Petersburgo | Rusia | 2022-23 |
| Supercopa de Rusia               | Zenit de San Petersburgo | Rusia | 2023    |
| Supercopa de Rusia               | Zenit de San Petersburgo | Rusia | 2024    |